# Halima Nosirova
Halima Nosirova  (en uzbeko: Ҳалима Носирова; en ruso: Халима Насырова; Taglik, Imperio ruso, 29 de diciembre de 1913 -  Taskent, Uzbekistán, 3 de enero de 2003) fue una cantante soviética de origen uzbeko de música tradicional uzbeka. También comenzó su actividad creativa como actriz dramática en 1927 y fue una artista muy popular en la URSS.

## Biografía
Nació el 29 de diciembre de 1913 en el pueblo de Taglik, cerca de la localidad Kokand —en esa época parte del Imperio ruso, actualmente situado en la provincia de Ferganá en Uzbekistán). Era la novena hija de la familia y se crio en un orfanato.
De 1924 a 1927 estudió en la Escuela Técnica de Teatro de Bakú (ahora Universidad Estatal de Cultura y Arte de Azerbaiyán) junto con un grupo de jóvenes de Uzbekistán. De 1934 a 1937 estudió en el Estudio de Ópera de Uzbekistán del Conservatorio de Moscú.
A partir de 1927, fue actriz en el Teatro Estatal Central de Uzbekistán en Samarcanda (desde 1929, el Teatro Estatal de Drama Uzbeko que lleva el nombre de Hamza en Tahkent, y desde 2001, el Teatro Dramático Nacional Académico de Uzbekistán).
De 1930 a 1986 fue solista en el Teatro Dramático y Musical de Uzbekistán (desde 1939, Teatro Estatal de Ópera y Ballet de Uzbekistán, ahora Teatro Navoi) en Taskent. Se convirtió en una destacada solista en 1939. Actuó tanto en el repertorio clásico como en óperas nacionales uzbecas. También actuó como concertista, cantando canciones populares uzbecas y de otras naciones, incluidas tayikas, kazajas, armenias, azerbaiyanas, chinas, rusas, ucranianas y otras.
Realizó giras por el extranjero, incluso por Alemania del Este, China, India, Indonesia, Irán y otros países. De 1979 a 1986 enseñó en el Departamento de Música Oriental del Conservatorio de Taskent.
Además de su carrera artística fue diputada de la V Convocatoria del Sóviet Supremo de la Unión Soviética.
Falleció el 3 de enero de 2003 en Taskent y fue enterrada en el cementerio de Chigatay.

## Filmografía
- 1940 - "Asal" - Asal
- 1943 - "Un regalo de la patria" (película musical)
- 1944 - "Concierto de las Cinco Repúblicas" (película musical)
- 1958 - "Encantada por ti" - Cameo
- 1960s - "Halima Nosirova" (documental)

## Condecoraciones
- Artista del Pueblo de la URSS (1937)[12]
- Orden de la Bandera Roja del Trabajo, dos veces (1937, 1959)
- Orden de la Insignia de Honor, cuatro veces (1939, 1944, 1957, 1965)
- Premio Stalin, dos veces (Premio Stalin de segundo grado (1942) — por interpretar el papel principal en la ópera Leyli y Medzhnun de Uzeyir Hajibeyov y Premio Stalin de tercer grado (1951) — por interpretar el papel principal en la ópera Gulsara de Tolib Sodiqov y Reinhold Glière)[13]
- Orden de Lenin, dos veces (1950, 1951)
- Premio Estatal Hamza (1968)
- Orden de la Revolución de Octubre (1973)
- Orden de la Amistad de los Pueblos (1984)
- Orden del Mérito Sobresaliente (2000)
- Medalla Conmemorativa por el Centenario del Natalicio de Lenin (1969)
- Medalla por el Trabajo Valiente en la Gran Guerra Patria 1941-1945